# Dish Network
DISH Network Corporation eller Dish (NASDAQ: DISH

) er en amerikansk telekommunikationsvirksomhed og udbyder af satellit-tv.) Deres satellit-tvpakke kendes som Dish Network. De udbyder desuden satellittelefoni, mobiltelefoni, IPTV, osv. Virksomheden er baseret i Douglas County, Colorado og de har ca. 16.000 ansatte.
EchoStar Communications Corporation blev etableret af Charlie Ergen i 1980. I 2008 indførte de navnet DISH Network Corporation.